# کاپرونی سی‌ای.۱۶۵
کاپرونی سی‌ای. ۱۶۵ (به انگلیسی: Caproni_Ca.165) یک هواگرد ملخ‌پیشین تک‌موتوره از نوع جنگنده ساخت شرکت Caproni است. هواگرد کاپرونی سی‌ای. ۱۶۵ نخستین پروازش را در ۱۶ فوریه ۱۹۳۸ میلادی انجام داد. در مجموع، تعداد ۱ فروند از این هواگرد ساخته شده‌است.
طراح این هواگرد، Raffaele Conflenti بود.